# Spyridieae
Spyridieae, tribus crvenih algi smješten u vlastitu potporodicu Spyridioideae, dio porodice Callithamniaceae. Postoji 16 priznatih vrsta unutar dva roda.

## Rodovi
1. Spyridia Harvey
2. Spyridiocolax A.B.Joly & E.C.Oliveira